# Trigonotis rockii
Trigonotis rockii är en strävbladig växtart som beskrevs av Ivan Murray Johnston. Trigonotis rockii ingår i släktet Trigonotis och familjen strävbladiga växter. Inga underarter finns listade i Catalogue of Life.